# Mel Collins
Melvyn Desmond "Mel" Collins (5 de septiembre de 1947, Isla de Man) es un saxofonista, flautista y músico de sesión británico.
Collins es quizás más conocido por su trabajo en el rock progresivo como miembro de King Crimson en dos períodos separados (el primero de 1970 a 1972 y el segundo de 2013 al presente) y por haber tocado con Camel, Alan Parsons Project y Chris Squire. También ha trabajado en gran variedad de contextos desde R&B y blues rock al jazz.

## Carrera
Collins nació en una familia de músicos. Su madre era cantante  y su padre era saxofonista  y músico de sesión quién giró con Judy Garland y Shirley Bassey.
Collins ha trabajado con un gran número de notables artistas, incluyendo 10cc, Alexis Korner, Alvin Lee, Clannad, Eric Clapton, Bad Company, Dire Straits, Bryan Ferry, Roger Chapman, Marianne Faithfull, The Rolling Stones, Roger Waters, Gerry Rafferty, Tears for Fears, Go West y Joan Armatrading.
Fue miembro de las bandas de rock progresivo King Crimson, Camel, y The Alan Parsons Project. Llegó a King Crimson como reemplazo de Ian  McDonald, tocando en los álbumes Lizard (1970), Islands (1971) y Earthbound (1972) y fue músico de sesión en In the Wake of Poseidon (1970) y Red (1974). Tocó en el segundo álbum del Crimson Jazz Trio, The King Crimson Songbook, Volume Two, lanzado en 2009.
Collins tocó el solo de saxofón en el sencillo 1978 de The Rolling Stones "Miss You"; tocó con Dire Straits en su álbum en vivo, Alchemy. Fue uno de los miembros de Kokomo con Tony O'Malley, Neil Hubbard, Paddy McHugh, Frank Collins, Dyan Birch, y Alan Spenner, y actúa frecuentemente con Tony O'Malley.
En 1981 participó en la grabación y subsiguiente gira del disco Volumen brutal, segundo álbum del grupo español Barón Rojo. 
En 1983, Collins tocó el solo de saxofón en el exitoso sencillo "Private Dancer", del álbum de Tina Turner con el mismo nombre. Su solo fue grabado en Inglaterra en los Estudios Wessex.
En 1984, Mel Collins hizo una gira con Roger Waters para apoyar el álbum The Pros and Cons of Hitch Hiking. En 1985 Collins formó parte del supergrupo 'Willie and the Poor Boys', apareciendo en su vídeo con Bill Wyman y Jimmy Page. Volvió a hacer una gira con Waters en una segunda etapa de la gira de 'Pros y Cons'.  Ese mismo año, también apareció en el álbum Songs From The Big Chair de  Tears for Fears, tocando saxofón en  "The Working Hour". En 1986 fue músico en la película de animación When the Wind Blows.  Trabajó de nuevo con Waters en 1987, apareciendo tanto en el álbum Radio K.A.O.S. como en la siguiente gira.
En 2006 fue miembro de la banda Die Harald Schmidt Show.
De 2002 a 2007, Collins fue miembro del grupo derivado de King Crimson 21st Century Schizoid Band, junto con otros exmiembros de King Crimson.
En mayo de 2008, Kokomo fue reformada temporalmente. Con Collins estuvieron Tony O'Malley, Neil Hubbard, Mark Smith, Adam Phillips, Andy Hamilton, Paddy McHugh, Dyan Birch, Frank Collins, Bernie Holland y Glen Le Fleur.
Collins tocó maderas en el King Crimson Projekct 7 de 2011, A Scarcity of Miracles, apareciendo en un álbum de King Crimson por primera vez desde 1974. En septiembre de 2013, Robert Fripp confirmó que Mel Collins volvería a ser miembro de la agrupación, a la banda se la conoce como King Crimson VIII.
Collins también fue miembro de la nueva formación  de la Climax Blues Band de Pete Haycock en 2013, antes de la muerte de Haycock en octubre de 2013.
En 2019, participa junto a King Crimson en la gira mundial en celebración de los 50 años de la banda, finalizada en octubre de 2019 en Santiago de Chile.

## Discografía seleccionada

### Como solista
- Saxophone Ballads (1987)

### Como integrante de bandas
- Circus: Circus (1969)
- The Alan Parsons Project: Eye in the Sky (1982); Ammonia Avenue (1984)
- The Byron Band: On the Rocks (1981)
- Camel: Rain Dances (1977); A Live Record (Live, 1978); Breathless (1978); (Nude 1981); Pressure Points  (Live, 1984)
- Dire Straits: Alchemy (Live, 1984)
- Jakko Jakszyk and Mel Collins: King Crimson's Night (Live, 2006)
- Jakszyk, Fripp and Collins: A Scarcity of Miracles (2011)
- King Crimson: In the Wake of Poseidon (1970); Lizard (1970); Islands (1971); Earthbound (1972); Ladies of the Road (1971–72, issued 2002); Red (1974); Live at the Orpheum (2015); Live in Toronto (2015); Radical Action to Unseat the Hold of Monkey Mind (2016)
- Kokomo: Kokomo (1975); Rise & Shine (1977)
- Alexis Korner: Live on Tour in Germany (1973); The Party Album (Live, 1980)
- Alvin Lee: In Flight (Live, 1974)
- The Rolling Stones: Some Girls (1978)
- 21st Century Schizoid Band: Official Bootleg V.1 (2002); In The Wake of Schizoid Men (2003); Live in Japan (2003, CD and DVD); Live in Italy (2003); Pictures of a City – Live in New York (2006)

### Trabajo de sesión
Collins ha realizado trabajos de sesión para muchos artistas diferentes, entre ellos Joan Armatrading, Bad Company, Camel, Jim Capaldi, Clannad, Bryan Ferry, Alexis Korner, Alvin Lee, Phil Manzanera, Anthony Phillips, Barón Rojo, Tina Turner, Chris Squire y Gerry Rafferty.

## Bandas por años
- Eric Burdon; saxofonista:1965;1980
- Phillip Goodhand-Tait y Stormsville Shakers; saxofonista 1966
- Circus; saxofonista, flautista 1967–69
- King Crimson; saxofonista, flautista, keyboardist y  vocalista de apoyo 1970–72, 1974, 2013–presente
- Alexis Korner; saxofonista 1972–82
- Kokomo; 1973–75
- Alvin Lee; saxofonista 1973–2000
- Bad Company; saxofonista 1974–82
- Snafu; Saxofonista 1974–75
- Humble Pie; saxofonista 1974–75
- Uriah Heep; Saxofonista 1975
- Chris Squire; saxofonista 1975
- Phil Manzanera; Saxofonista 1975–87
- Bryan Ferry; 1976–93
- Eric Clapton; saxofonista 1977
- Small Faces; saxofonista 1977
- Streetwalkers; saxofonista 1977
- Camel; saxofonista 1977–84
- Joan Armatrading; saxofonista 1977–83
- The Rolling Stones; saxofonista 1977–78
- Richard Wright; saxofonista 1978
- Ian Matthews; saxofonista 1978–79
- Roger Chapman and the Shortlist; saxofonista 1979
- Gerry Rafferty; saxofonista 78–94
- Anthony Phillips; saxofonista y flautista 1977-80
- Barón Rojo; saxofonista 1981-82
- Sally Oldfield; saxofonista 1980–83
- Jim Capaldi; saxofonista 1980–88
- The Byron Band; saxofonista 1981
- Marianne Faithfull; saxofonista 1981
- Caravan; saxofonista 1981
- The Alan Parsons Project; saxofonista 1982–84
- Cliff Richard; saxofonista 1982–83
- Dire Straits; Saxofonista 1983
- Wang Chung; Saxofonista 1983 (solo de saxo del alto en single "Dance Hall Days" del álbum Points on the Curve.)
- Tears for Fears; saxofonista 1983–85
- 10cc; saxofonista 1983
- Eberhard Schoener; saxofonista:1983
- Roger Waters  and the Bleeding Heart Band; saxofonista 1984–87, y tocó en los últimos espectáculos de la gira del 2000 In the Flesh
- Go West; saxofonista 1985
- Clannad; Saxofonista 1985, 1994–98
- 21st Century Schizoid Band; saxofonista, flautista, tecladista y vocalista de apoyo 2002–04